# USS America (CVA-66)
La USS America (CVA-66) è stata una portaerei statunitense della classe Kitty Hawk, attiva nella U.S. Navy dal 1965 al 1996.
Il 9 maggio 2005 la nave è stata "autoaffondata" con cariche esplosive per valutare gli effetti su una nave di queste dimensioni (319 metri di lunghezza, 84.900 tonnellate) di un attacco sottomarino. È la più grande nave militare finora affondata.

## Storia

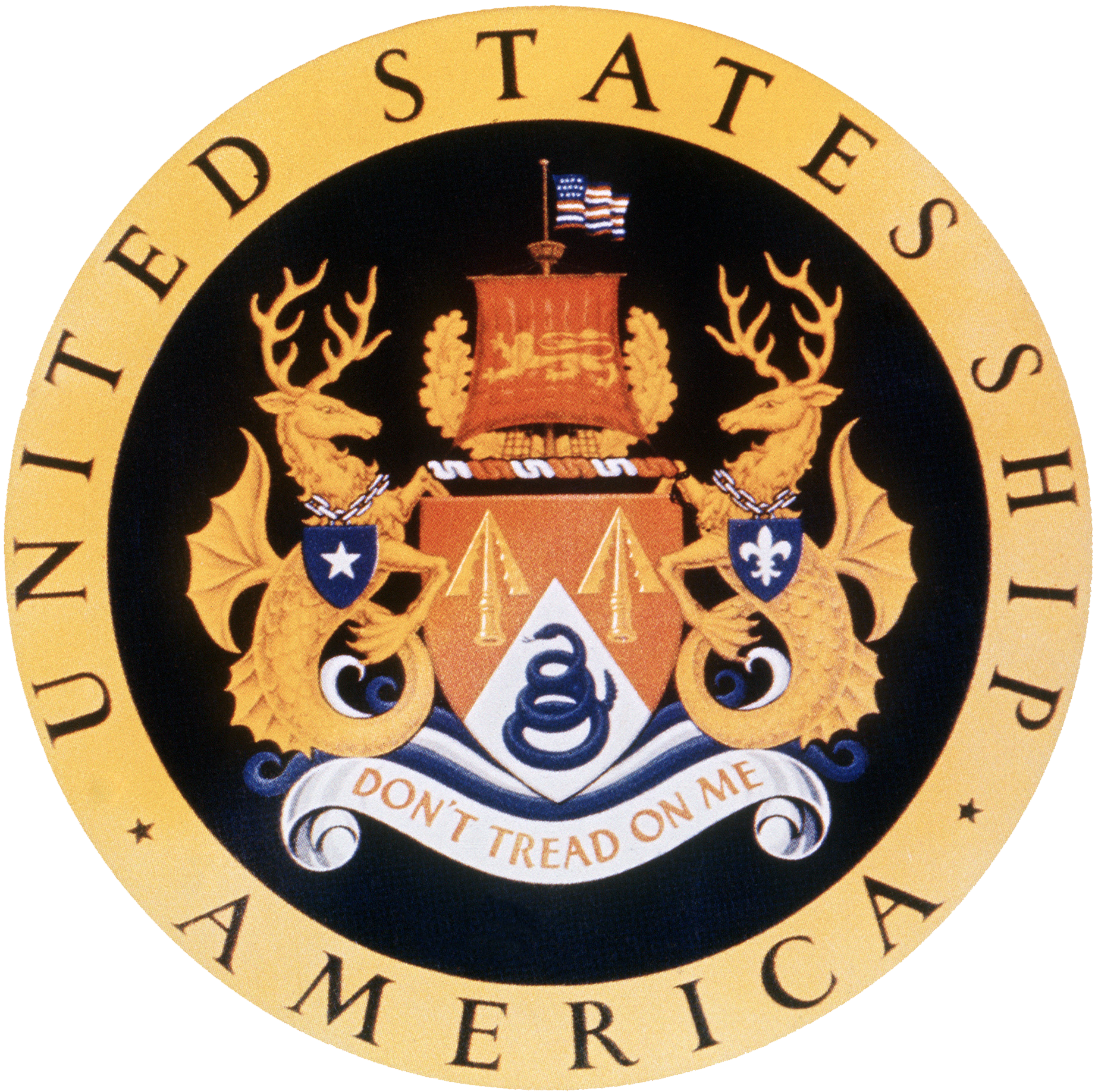
Stemma della nave

Entrata in servizio in gennaio 1965, dopo alcuni mesi di esercitazioni nell'Atlantico, in dicembre fu assegnata alla Sesta Flotta ed inviata nel Mediterraneo.
In gennaio 1966 visitò i porti di Livorno, Genova, Cannes e Tolone. Dal 28 febbraio al 10 marzo prese parte a manovre militari congiunte con la Marina Militare Francese, denominate "Fairgame IV". In seguito la America visitò i porti di Atene, Istanbul, La Valletta, Taranto e Palma di Maiorca. In luglio tornò negli Stati Uniti alla sua base di appoggio, la Naval Station Norfolk in Virginia.
La USS America ritornò nel Mediterraneo in gennaio 1967 per esercitazioni con la Marina Italiana e la Royal Navy britannica. In giugno il suo gruppo navale fu messo in stato di allerta dopo l'inizio della Guerra dei sei giorni tra Israele ed una coalizione di stati arabi formata da Egitto, Siria e Giordania. In agosto terminò il suo impegno con la Sesta Flotta e passò le consegne alla portaerei della classe Midway USS Franklin D. Roosevelt.

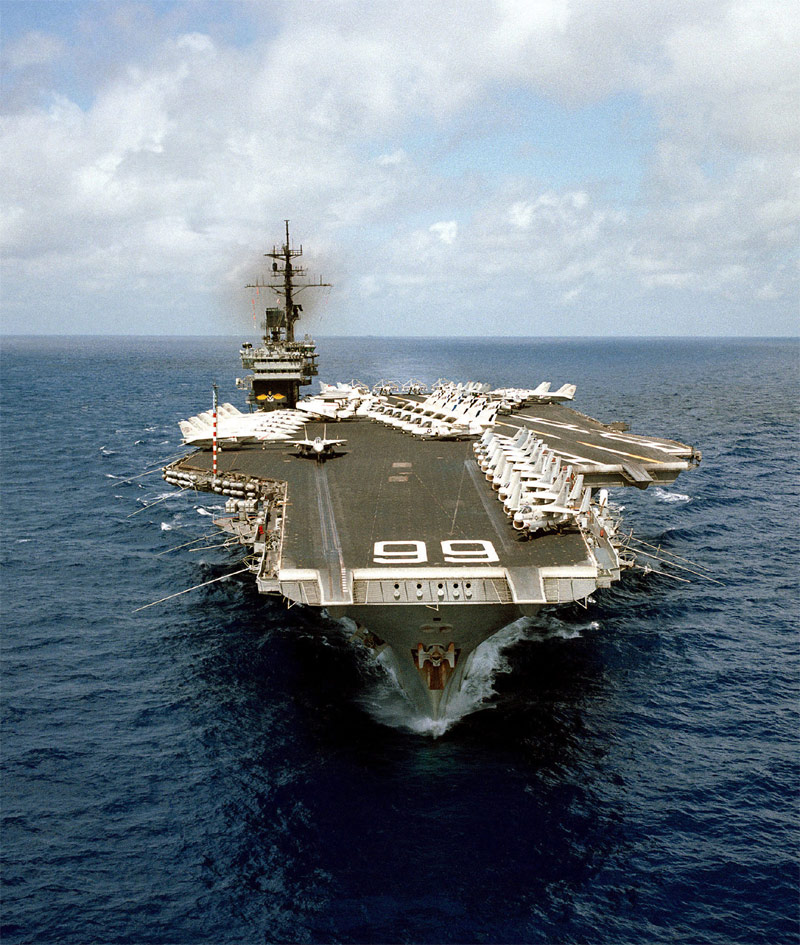
La America in navigazione nell'oceano Indiano (1983).

In marzo 1968 la portaerei lasciò la base di Norfolk per raggiungere, attraversando gli oceani Atlantico ed Indiano, il Mar Cinese Meridionale, per partecipare alla guerra del Vietnam. In dicembre terminò la missione e fece ritorno negli Stati Uniti attraverso il Pacifico, doppiando capo Horn e raggiungendo la sua base in Virginia in gennaio 1969. La USS America partecipò in seguito ad altre due missioni operative in Vietnam, nel 1970 e nel 1972.
La portaerei tornò nel Mediterraneo in aprile 1976 ed entrò ancora a far parte della Sesta Flotta della U.S. Navy; nel marzo 1986 prese parte all'operazione Attain Document al largo della costa della Libia, e i suoi velivoli parteciparono agli scontri aeronavali contro le forze libiche nel golfo della Sirte.
Nel 1990 e 1991 la USS America prese parte nel golfo Persico alle operazioni Desert Shield e Desert Storm contro l'Iraq.
La USS America cessò di essere operativa (decommissioned) in agosto 1996, dopo 31 anni di servizio nella U.S. Navy. Fu messa all'ancora nella base di Norfolk e poi nel porto di Filadelfia, in attesa di essere demolita.

## L'affondamento
Nel 2005 il Pentagono decise di usare la portaerei in disarmo come bersaglio in una esercitazione aeronavale nell'Atlantico. Lo scopo dichiarato era quello di valutare la resistenza dello scafo ad attacchi aerei e sottomarini, usando le conoscenze così acquisite per migliorare i progetti di nuove portaerei.
Vi furono numerose proteste, dovute anche al nome che portava, e fu proposto di trasformarla in un museo galleggiante. Ma i vertici della U.S. Navy dissero che in tal modo la nave sarebbe stata ancora molto utile, seppure indirettamente, alla difesa degli Stati Uniti.
In aprile 2005 la nave fu trainata in un'area dell'oceano Atlantico circa 400 km a est di capo Hatteras. Dopo quattro settimane di esercitazioni la portaerei fu affondata per mezzo di cariche esplosive poste sotto la chiglia, per simulare un attacco sottomarino.
La USS America si inabissò il 9 maggio 2005. Il relitto giace ora sul fondo dell'oceano, a circa 5.140 metri di profondità.